# Draganovec
Draganovec je prigradsko naselje grada Koprivnice. 

## Povijest
Spominje se u 14. stoljeću kao Dragan welg. Godine 1503. Stjepan iz Gorbonoka tužio se na Petra Fintića, kaštelana tvrđave Koprivnica (castellanum casteli Kaproncha), koji je sa svojim slugama oteo 60 zaklanih prasaca iz šume Dragovščine (vjerojatno se odnosni na Draganovec južno od grada Koprivnice. Ondje se izgleda nalazilo naselje i vinogradarski brijeg Draganovšćak sredinom 15. stoljeća. Kako je kaštelan to negirao, herceg Ivaniš, pred kojega dolazi spor, presudio je da se Frntić mora s dvanaestoricom plemića u križevačkoj župnoj crkvi zakleti da je nevin. Kasnije se spominje dio Draganovca kao selo Pribislavec. 

## Stanovništvo
| broj stanovnika |       |       |       |       |       |       |       |       |       | 336   | 398   | 333   |       |       | 422   | 506   | 444   |
|                 | 1857. | 1869. | 1880. | 1890. | 1900. | 1910. | 1921. | 1931. | 1948. | 1953. | 1961. | 1971. | 1981. | 1991. | 2001. | 2011. | 2021. |

## Spomenici i znamenitosti
- Kapela sv. Vida kraj Koprivnice